# Lingshui

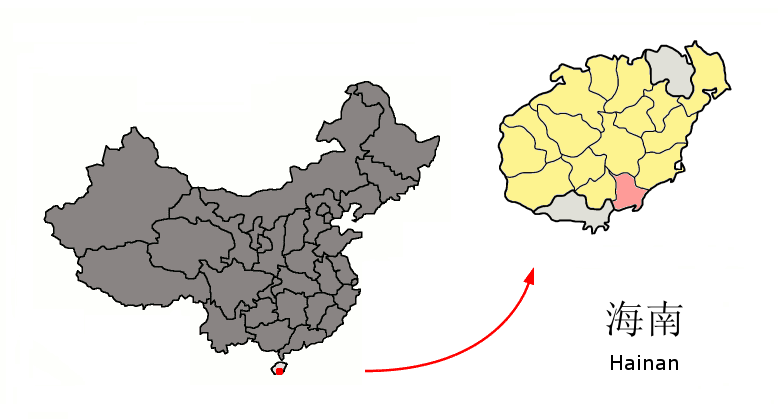
Lage Lingshuis in Hainan

Der Autonome Kreis Lingshui der Li (chinesisch 陵水黎族自治县, Pinyin Língshuǐ Lízú Zìzhìxiàn) ist ein direkt der Provinzregierung unterstellter autonomer Kreis im Süden der chinesischen Provinz Hainan. Lingshui hat eine Fläche von 1.093 km² und 372.511 Einwohner (Stand: Zensus 2020). Davon waren Ende 2019 genau 220.171 (57 %) Li, weitere 887 waren Miao.
Die han-chinesische Bevölkerung Lingshuis setzt sich aus drei Gruppen zusammen, den Hoklo (闽南人) mit 92 % der Han, den aus der Provinz Fujian zugewanderten Tanka (疍家人) und den Hakka (客家人) mit zusammen 8 % der Han. Lingshui beherbergt in der Großgemeinde Xincun ein Naturschutzgebiet für Rhesusaffen, die Nanwan-Affeninsel.

## Geschichte

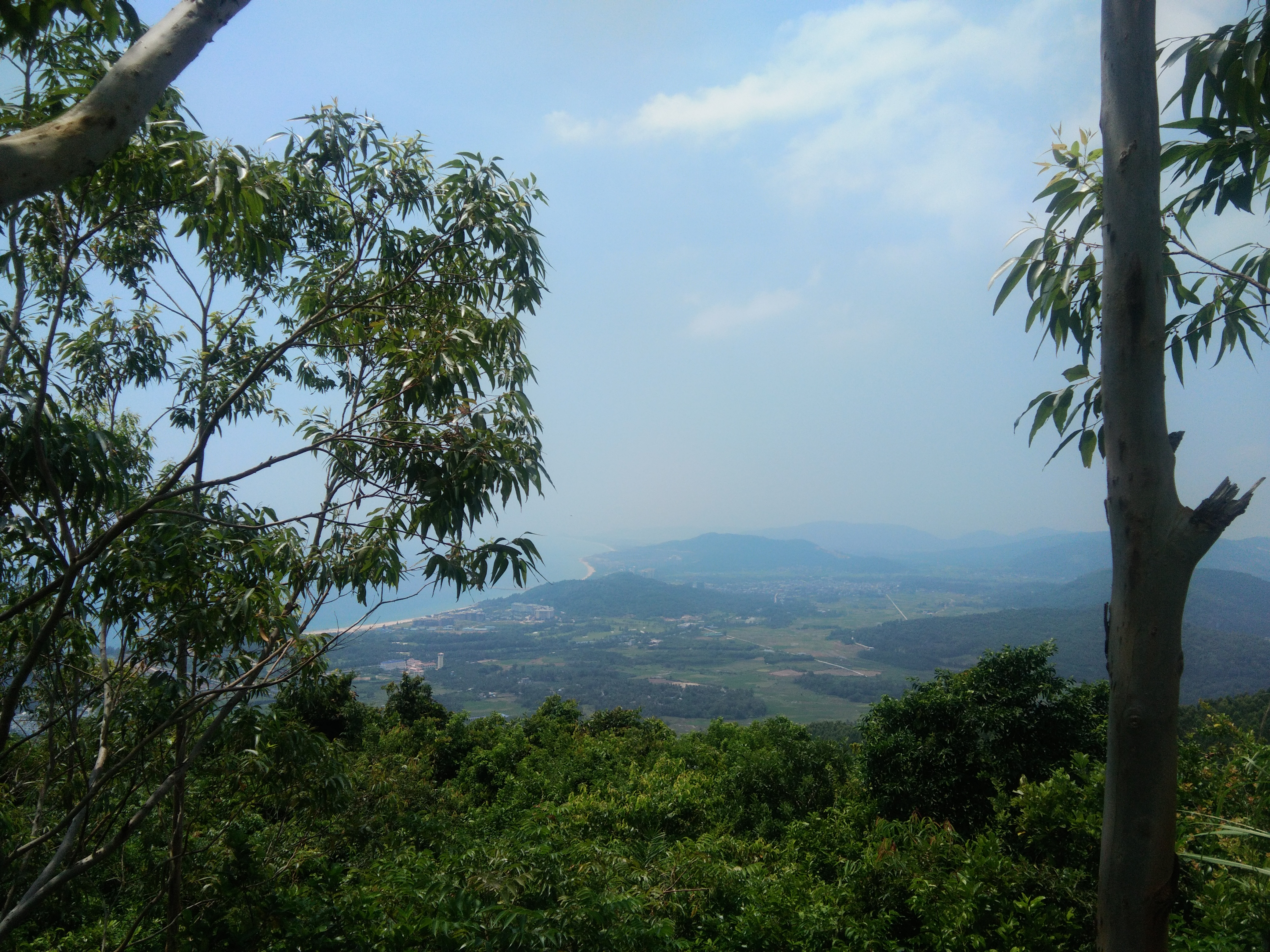
Blick von Norden auf Lingshui

Als Qin Shihuangdi im Jahr 214 v. Chr. die drei südlichen Kommandanturen Guilin, Nanhai (南海郡, das heutige Guangdong) und Xiang (象郡, Guangxi mit der Leizhou-Halbinsel) einrichtete, galt Hainan als Außengebiet der Kommandantur Xiang. Hierbei handelte es sich jedoch nur um einen theoretischen Gebietsanspruch. Tatsächlich lebten dort in Clanverbänden organisierte Angehörige der „Hundert vietnamesischen Stämme“, die Vorfahren der heutigen Li. Erst 110 v. Chr. eroberte General Lu Bode (路博德) die Insel für die Westliche Han-Dynastie, integrierte sie in die Provinz Jiaozhi (交阯, das heutige Guangdong) und richtete die beiden Kommandanturen Zhuya (珠崖郡, das heutige Haikou) und Dan’er (儋耳郡, das heutige Danzhou) ein. Das Gebiet des heutigen Lingshui gehörte damals zum Kreis Shannan (山南县) der Kommandantur Zhuya.
Im Jahr 47 v. Chr., dem zweiten Jahr der Regierung von Han Yuandi, erhob sich die Bevölkerung des Kreises Shannan gegen die chinesische Herrschaft. Die Zentralregierung schickte Truppen, um den Aufstand niederzuschlagen, aber auch in anderen Kreisen kam es zu Unruhen. Daraufhin wollte der Kaiser die Truppenpräsenz verstärken. Angesichts von durch Naturkatastrophen verursachten wirtschaftlichen Schwierigkeiten in Ostchina riet ihm sein Kabinett jedoch davon ab. Im Jahr 46 v. Chr. wurde schließlich die Kommandantur Zhuya aufgelöst, Hainan wurde nun vom Festland aus, von der Kommandantur Hepu (合浦郡, das heutige Leizhou) verwaltet.
Ab 607, während der Sui-Dynastie, konnten auf Hainan wieder reguläre Strukturen etabliert werden. Zunächst wurde die Kommandantur Zhuya wiedergegründet. Im Jahr 610 wurde dann der südwestliche Teil der Insel abgetrennt und die Kommandantur Linzhen (临振郡, das heutige Sanya) eingerichtet, mit Lingshui als einem der Kommandantur unterstehenden Kreis. Während der folgenden Tang-Dynastie gab es mehrere Verwaltungsreformen. Lingshui behielt immer seinen Status als Kreis, gehörte aber ab 662 zur Präfektur Wan’an (万安州), dem heutigen Wanning. 1136, während der Südlichen Song-Dynastie, wurde Wanning aufgelöst und Lingshui der Präfektur Qiong (琼州) unterstellt, die ihren Verwaltungssitz im heutigen Stadtbezirk Qiongshan von Haikou hatte. Unter wechselnden Bezeichnungen blieb diese Struktur bis in die ersten Jahre der Republik China erhalten.

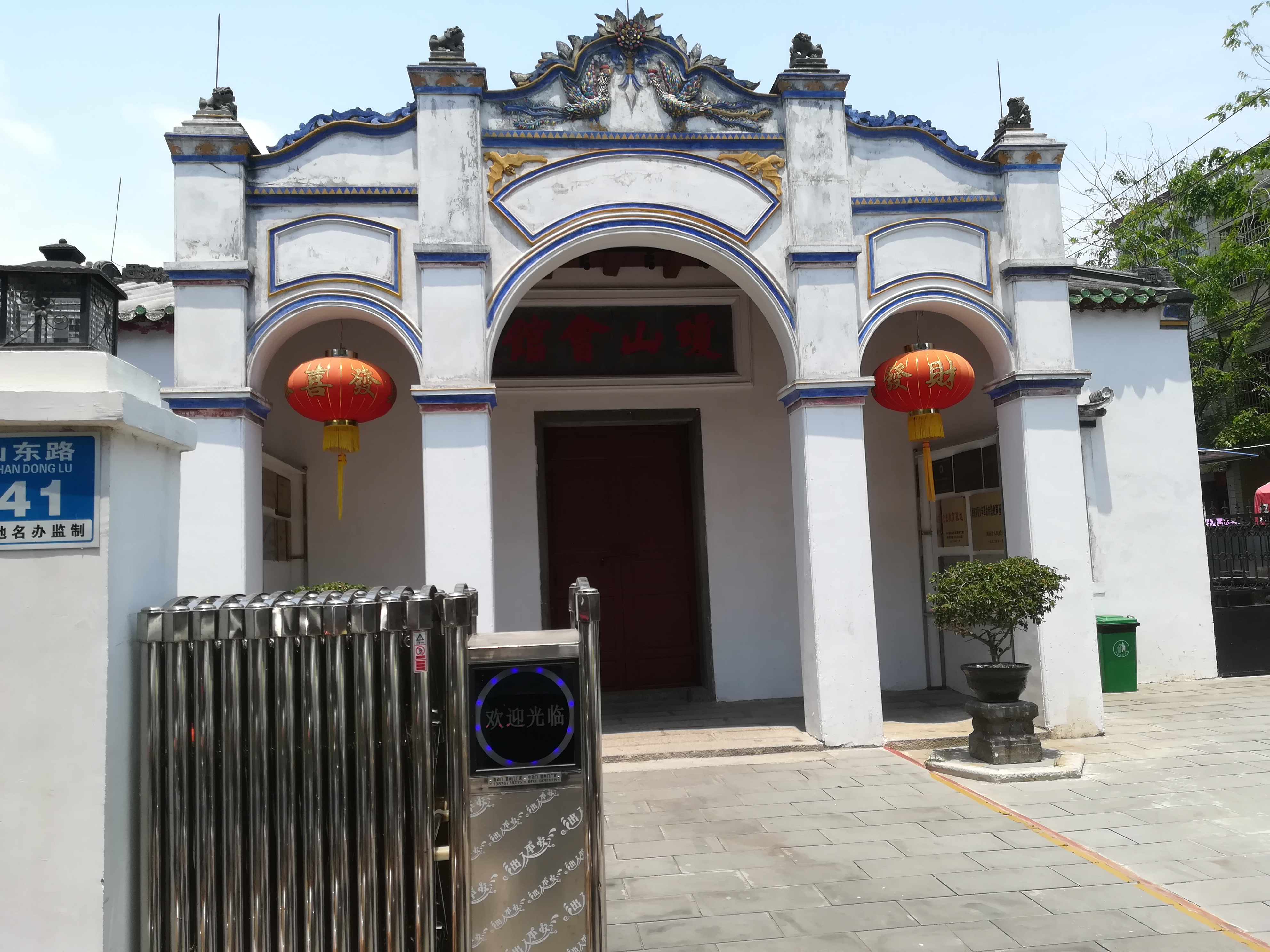
Gildehaus der Kaufleute von Qiongshan

Im September 1926 begannen Mitglieder der Kommunistischen Partei Chinas, in dem 1921 erbauten Gildehaus der Kaufleute von Qiongshan (琼山会馆) in der heutigen Großgemeinde Yelin für die Landbevölkerung des Kreises Fortbildungskurse anzubieten. Von den 57 Teilnehmern des ersten Jahrgangs waren gut 30 Li, der Rest mehrheitlich Han-Chinesen. Als Chiang Kai-shek ab April 1927 mit antikommunistischen Säuberungen in der Kuomintang begann, tauchten die Kommunisten in den Dörfern des Kreises unter und organisierten eine vor allem aus Li bestehende bewaffnete Einheit. Als im Juli 1927 auf dem Festland hunderte KPCh-Kader von Kuomintang-Agenten ermordet wurden, griffen die Li zu den Waffen. Zwischen Juli und September 1927 wurden drei Aufstände durchgeführt, bis es schließlich gelang, die Kreisstadt zu besetzen. Es wurde die Sowjetregierung des Kreises Lingshui (陵水县苏维埃政府) ausgerufen, mit Sitz im alten Gildehaus, das erste Sowjetgebiet Hainans.
Über einen Zeitraum von vier Jahren, bis 1931, wurden von dort aus die Kuomintang-Truppen bekämpft. Am 16. Dezember 1979 wurde das Gildehaus der Kaufleute von Qiongshan von der Provinzregierung Guangdong unter Denkmalschutz gestellt.
1939 wurde Hainan von Japan besetzt. Dem hatte man in Lingshui zunächst wenig entgegenzusetzen. 1945 wurde jedoch zusammen mit den Li und Miao des westlich angrenzen Kreises Baoting eine Antijapanische Demokratische Kreisregierung (陵保县抗日民主政府) gegründet, die auch nach der Niederlage Japans bis 1946 weiterbestand. Anschließend übernahm wieder die Kuomintang die Macht im Kreis, bis 1948 die Demokratische Kreisregierung Lingshui (陵水县民主政府) gegründet wurde. Ende April 1950 war die Volksbefreiungsarmee von Haikou nach Sanya vorgedrungen, und am 1. Mai 1950 wurde Hainan für vollständig befreit erklärt.
Hainan war damals ein Teil der Provinz Guangdong. Im Januar 1954 wurde jedoch die südliche Hälfte der Insel bis zu einem gewissen Maße abgetrennt und dort das Autonome Gebiet Hainan der Li und Miao (海南黎族苗族自治区) eingerichtet, dem auch der Kreis Lingshui zugeordnet wurde. 1955 wurde das Gebiet in „Autonome Präfektur Hainan der Li und Miao“ (海南黎族苗族自治州) umbenannt. Im November 1958, zu Beginn des Großen Sprungs nach vorn, wurde die Autonome Präfektur aufgelöst, dann aber 1962 nach dem Ende der Kampagne wieder eingerichtet. Im Dezember 1987 wurde die Autonome Präfektur erneut aufgelöst, dafür aber Lingshui zum Autonomen Kreis der Li ernannt. Als am 26. April 1988 die Provinz Hainan gegründet wurde, wurde der Autonome Kreis Lingshui direkt der Provinzregierung unterstellt.

## Administrative Gliederung
Auf Gemeindeebene setzt sich Lingshui aus neun Großgemeinden und zwei Gemeinden zusammen. Diese sind:
| Großgemeinde Yelin (椰林镇), Sitz der Kreisregierung; Großgemeinde Benhao (本号镇); Großgemeinde Guangpo (光坡镇); Großgemeinde Li’an (黎安镇); Großgemeinde Longguang (隆广镇); Großgemeinde Sancai (三才镇); | Großgemeinde Wenluo (文罗镇); Großgemeinde Xincun (新村镇); Großgemeinde Yingzhou (英州镇); Gemeinde Timeng (提蒙乡); Gemeinde Qunying (群英乡). |

Darüber hinaus befindet sich im Verwaltungsgebiet des Kreises der Staatsforstbetrieb Diaoluo Shan (国营吊罗山林业公司).

## Militärische Einrichtungen

### Marine
Am Nordrand der Großgemeinde Sancai befindet sich ein Flughafen der Marine der Volksrepublik China. Bis 1985 war dort die 3. Marinefliegerdivision stationiert, dann die 9. Marinefliegerdivision (die am 1. April 2001 ein amerikanisches Spionageflugzeug zum Landen zwang), seit 2012 die 8. Marinefliegerdivision.
Seit der Indienststellung des Flugzeugträgers Shandong am 17. Dezember 2019 ist dort auch das 2. Flugzeugträger-Fliegergeschwader (舰载航空兵第2联队) stationiert. Neben Mehrzweckkampfflugzeugen vom Typ Shenyang J-15 verfügt die Marine in Lingshui über Frühwarnflugzeuge vom Typ Shaanxi KJ-500 sowie über Transportflugzeuge vom Typ Shaanxi Y-9. 18° 29′ 41,4″ N, 109° 59′ 5,7″ O

### Strategische Kampfunterstützungstruppe
Seit 2011 besitzt das Satellitenkontrollzentrum Xi’an der Strategischen Kampfunterstützungstruppe der Volksrepublik China zusätzlich zur Bodenstation Sanya auch eine Station auf dem Sanjiao-Hügel (三角岭 oder 三脚岭) im Nordosten der Großgemeinde Yingzhou, auf dem Gebiet des Verwaltungsdorfs Wan’an (万安村).
Von dort werden primär von den Inlandskosmodromen gestartete Satelliten in der ersten Phase ihres Flugs überwacht, aber zum Beispiel auch das am 29. April 2021 vom Kosmodrom Wenchang im Norden von Hainan gestartete Kernmodul der Chinesischen Raumstation. 18° 26′ 21,5″ N, 109° 52′ 25,2″ O